# Проседи
Проседи (итал. Prossedi) је насеље у Италији у округу Латина, региону Лацио.
Према процени из 2011. у насељу је живело 571 становника. Насеље се налази на надморској висини од 213 м.

## Становништво
Према резултатима пописа становништва 2011. у општини је живело 1.233 становника.
| 1936. | 1951. | 1961. | 1971. | 1981. | 1991. | 2001. | 2011. |
| ----- | ----- | ----- | ----- | ----- | ----- | ----- | ----- |
| 2.389 | 2.539 | 2.046 | 1.487 | 1.343 | 1.302 | 1.248 | 1.233 |